# 諾克斯鎮區 (愛荷華州波特瓦特米縣)
諾克斯鎮區（英語：Knox Township）是位於美國愛荷華州波特瓦特米縣的一個行政鎮區。

## 地方資料
根據2010年美國人口普查的數據，諾克斯鎮區的面積為92.38平方千米，當中陸地面積為91.17平方千米，而水域面積為1.21平方千米。當地共有人口1724人，而人口密度為每平方千米18.66人。